# Fabel
En fabel er en fortælling, typisk med dyr som hovedpersoner, og som næsten altid har en meget tydelig morale (pædagogisk pointe). 
Dyr (enten rigtige eller fiktive) er udbredte som hovedpersoner i fabler (dyrefabel), mens planter eller ting også anvendes i enkelte fabler.[kilde mangler] De er meget karakteristisk udstillinger af menneskelige dårskaber, selvom de er dyr, planter eller ting. Ofte har dyr i fabler den evne, at de kan tale, gå på to ben, og på anden vis agere som mennesker, hvilket kaldes personificering. Æsop og La Fontaine er kendte fabeldigtere.

## Fabeldyr
Fabeldyr er fantasiskabninger og -væsner, som kan forekomme i fabler og eventyr.
- Alf
- Ammut
- Banshee
- Basilisk
- Bigfoot
- Drage
- Djævel
- Dæmon
- Elver
- Enhjørning
- Fe
- Frankenstein
- Fønix
- Grif
- Harpy
- Havfrue eller havmand
- Havuhyre
- Hippogrif
- Hydra
- Jætte
- Kentaur
- Kimære
- Kyklop
- Kæmpe
- Lindorm
- Loch Ness Uhyret
- Midgårdsormen
- Medusa
- Minotaur
- Naga
- Ogopogo
- Ork
- Pegasus
- Sasquath
- Sfinks
- Søslange
- Tarasque
- Trold
- Vampyr
- Varulv
- Yeti